# Зграда Народног позоришта „Тоша Јовановић”
Зграда Народног позоришта „Тоша Јовановић” у Зрењанину, подигнута је око 1835. године, у дворишту зграде Градског пореског звања, у оквиру Старог градског језгра, као Просторно културно-историјске целине од великог значаја.
Постоје претпоставке да је здање у ком је позоришна дворана, у ствари стари Градски житни магацин који датира још из 18. века. Међутим ова претпоставка није утемељена и ако о томе постоје писани извори. Наиме, на грунтовној мапи града из 1793. године, не постоји грађевина на том месту која би по габаритима одговарала данашњој згради позоришта, а таква грађевина већих габарита би свакако  била уцртана у плану.
Од времена подизања, или преуређења раније грађевине у сврхе позоришта, урађено је више адаптација. Прва забележена реконструкција изведена је 1884. године по пројекту градског инжењера Ференца Пелцла. Према ондашњим новинским чланцима, 1882. године је у згради избио пожар у коме је значајно оштећена позоришна сала. Након две године завршени су радови на реконструкцији сале приликом којих је она надзидана, бина подигнута и ојачана, а испод сцене је оформљен простор за оркестар. Наредна обнова позоришта догодила се 1923. године по пројекту архитекте Драгише Брашована, када је у бившој згради Пореског звања оформљен фоаје са гардербом, благајницом и бифеом, а улаз у позориште је отворено са трга. Године 1927. је уведена струја.
Током 1980. године урађени су конзерваторски услови за радове на реконструкцији зграде позоришта, а 1984. године израђена је пројектна документација. Тада је обновљена фасада према старим фотографијама, а над некадашњом једноспратницом дозидан је спрат ради нивелисања висине са суседним грађевинама и смештаја свих потребних функција. Постојале су тенденције да се изгради савремена зграда позоришта, али она није прихваћена, јер је објекат проглашен за културно добро.
У 2002. години рестаурирана је улична фасада према условима Покрајинског завода за заштиту споменика културе из Новог Сада, док су радови на обнови крова изведени током 2006. године. 